# Kurzhornbienen
Die Kurzhornbienen (Pasites) sind eine Gattung aus der Familie der Apidae innerhalb der Bienen. Sie sind Kuckucksbienen, also Brutparasiten.
In der Gattung sind 21 Arten beschrieben, von denen zwei in der Paläarktis vorkommen. 15 Arten kommen in Afrika südlich der Sahara vor, drei in Madagaskar, eine weitere in Indien, In der Westpaläarktis, unter Einschluss Europas, ist lediglich eine Art verbreitet, Pasites maculatus. Diese wurde früher aus Österreich gemeldet und ist aktuell im Wallis in der Schweiz verbreitet. Eine frühere Angabe auch für Deutschland ist irrtümlich erfolgt.
Der deutsche Name „Kurzhornbienen“ wird auch für Arten der Gattung Parammobatodes verwendet.

## Merkmale
Die Kurzhornbienen sind 2,5 bis 12,5 mm lang, sie sind, wie alle Arten der Ammobatini, meist schwarz gefärbt mit rotem Hinterleib und recht spärlich behaart. Die Männchen sind dadurch ausgezeichnet, dass sie nur 12 Fühlerglieder haben (gilt auch für die sehr ähnlichen Gattungen Melanempis und Parammobatodes). Bei allen anderen einheimischen Bienengattungen haben die Männchen 13 und die Weibchen 12 Fühlerglieder (Ausnahme Biastes). Weitere Merkmale bieten die Flügeladern: Die Vorderflügel besitzen zwei Cubitalzellen, die ungefähr gleich groß sind. Wie bei den verwandten Gattungen, aber bei Bienen insgesamt ungewöhnlich, ist das Labrum lang, je nach Art so lang wie breit oder erheblich länger als breit, sein Apex abgestutzt oder zugespitzt. Typisch für die Gattung ist die Gestalt der Mandibeln: Diese überkreuzen sich in Ruhelage in einem stumpfen Winkel. Ein Fortsatz am Sternit des fünften Hinterleibssegments, wie bei einigen verwandten Gattungen bei den Weibchen ausgeprägt, fehlt bei Pasites immer.

## Lebensweise
Die Pasites Arten leben als Brutparasiten bei anderen Bienen der Gattung Pseudapis und der nahe verwandten Gattung  Nomia (Familie Halictidae). Die adulten Bienen besuchen Blüten nur zur Eigenversorgung mit Nektar. Die Art fliegt in Mitteleuropa in einer Generation im Hochsommer.

## Systematik
Die Gattung wurde von unterschiedlichen Autoren unterschiedlich aufgefasst. Der Bienenkundler Klaus Warncke fasste die gesamte heutige Tribus Ammobatini als eine einzige Gattung Pasites auf, die heutige Gattung ist bei ihm die Untergattung Pasites s. str. Die Arten der Afrotropis wurden früher in die Gattungen Morgania Smith, 1854 und Omachthes Gerstaecker, 1869 gestellt, diese gelten heute als Synonym zu Pasites. Einige früher zu Pasites gestellte Arten wurden in die neue Gattung Chiasmognathus Engel, 2006 überführt.
Pasites ist nahe mit der Gattung Ammobates verwandt. Eine weitere nahe verwandte Gattung ist Parammobatodes, die teilweise als Untergattung von Pasites aufgefasst wird oder mit dieser Gattung vereint wird. In Mitteleuropa kommen nur Parammobatodes minutus (in Niederösterreich) und Parammobatodes schmidti vor (in Ost-Österreich). In Nordamerika, wo die Gattung fehlt, lebt mit Oreopasites Cockerell, 1906, eine weitere nahe verwandte Gattung.